# Bazylika konkatedralna Wniebowzięcia Najświętszej Maryi Panny w Kołobrzegu
Bazylika konkatedralna Wniebowzięcia Najświętszej Maryi Panny w Kołobrzegu – kościół farny w Kołobrzegu. Świątynia rzymskokatolicka wybudowana w XIV wieku w stylu gotyckim, halowa, pięcionawowa. Od 1972 konkatedra diecezji koszalińsko-kołobrzeskiej.

## Historia

### Okres katolicki
Data rozpoczęcia budowy kościoła parafialnego Najświętszej Marii Panny w Kołobrzegu nie jest dokładnie znana. Przypuszcza się, że główną świątynię miejską zaczęto wznosić na początku XIV wieku na miejscu dawnego kościoła św. Mikołaja. 
Pierwszą mszę świętą na placu budowy odprawiono w 1321 roku. Przez następne dwa wieki kościół był rozbudowywany i upiększany. Na skutek osiadania gruntu kilkakrotnie dochodziło do jego przebudowy. Pod koniec XV wieku połączono wieżę północną i południową w jeden masywny blok wieżowy, poprzez zamurowanie przerwy pomiędzy nimi. Dodano hełm środkowy i w ten sposób nadano świątyni ostateczny, monumentalny wygląd, który zachował się do dziś.
Od XIV wieku kościół Mariacki w Kołobrzegu pełnił rolę kolegiaty. 

### Okres ewangelicki
Od XVI wieku był świątynią luterańską. Początkowo Pomorskiego Kościoła Ewangelickiego, od 1817 roku Pruskiego Kościoła Unijnego.
Od XVII do XX wieku kościół był wielokrotnie niszczony przez działania wojenne. W 1945 roku podczas walk o Twierdzę Kołobrzeg stanowił ważny punkt obrony miasta. Został zburzony przez ostrzał artylerii radzieckiej.

### Okres katolicki po II wojnie światowej

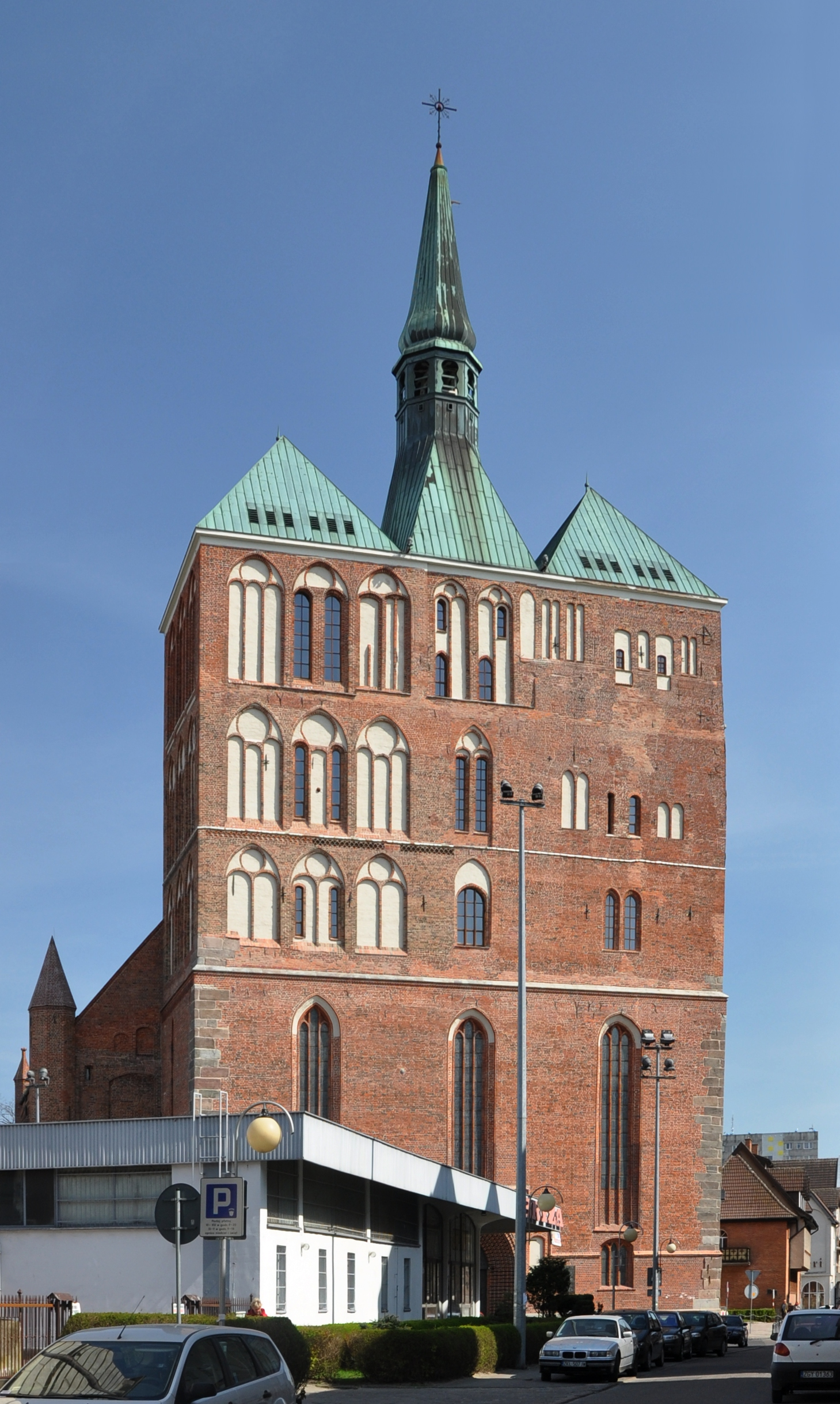
Wieża bazyliki od strony zachodniej, z ul. Mariackiej

Po II wojnie światowej ruiny kościoła początkowo zamierzono rozebrać. W 1957 roku przekazano go jednak kościołowi katolickiemu i rozpoczęto odbudowę. W 1958 roku prezbiterium kolegiaty zostało poświęcone i odprawiono w nim pierwszą mszę. W latach 60. XX wieku na mocy decyzji władz PRL w nieodbudowanej części świątyni urządzono Muzeum Oręża Polskiego i w nawie głównej eksponowano ciężki sprzęt wojskowy z czasów wojny.
W 1974 r. cała świątynia została oddana na miejsce kultu. W 1972 roku kościół Mariacki w Kołobrzegu ustanowiono konkatedrą diecezji koszalińsko-kołobrzeskiej. W 1979 roku przywrócono świątyni funkcję kolegiaty. W 1980 roku powołano przy katedrze parafię.
10 czerwca 1986 r. papież Jan Paweł II podniósł kościół parafialny w Kołobrzegu do godności bazyliki mniejszej.
23 października 2007 r. w krypcie pod kościołem pochowano pierwszego ordynariusza diecezji koszalińsko-kołobrzeskiej kardynała Ignacego Jeża.

## Wyposażenie i zabytki
Wielokrotne zniszczenia wojenne kościoła na przestrzeni wieków spowodowały, że w jego wnętrzu nie zachowało się zbyt wiele historycznych elementów dekoracyjnych oraz zabytków sztuki sakralnej.
Do najcenniejszych elementów historycznych przechowywanych w świątyni należą:

### Trzy ołtarze z drewna z przełomu XV/XVI wieku
Z co najmniej 22 gotyckich ołtarzy kołobrzeskiej katedry zachowały się tylko 4: trzy z nich nadal znajdują się w katedrze, jeden stanowi eksponat w Muzeum Narodowym w Szczecinie. Wszystkie powstały ok. 1500 r. i mają formę tryptyku. Ich twórcami byli prawdopodobnie miejscowi rzemieślnicy i artyści. 
- W prezbiterium znajduje się ołtarz "Ostatnia Wieczerza". Jego autorem był najprawdopodobniej Andrzej Wentzel - twórca ołtarza głównego w koszalińskiej katedrze[3]. Na odwrocie skrzydeł tryptyku znajduje się malowidło "Zwiastowanie Marii Panny" wykonane najprawdopodobniej przez Jakuba Vidracha[3]. W predelli (pochodzącej z innego ołtarza) przedstawione zostały sceny z życia św. Jakuba[2].
- Ołtarz "Pokłon Trzech Króli" znajduje się po lewej stronie ołtarza głównego. Oprócz sceny tytułowej zawiera także figurki 8 świętych. Na odwrocie namalowana została scena Zwiastowania.
- Trzeci ołtarz umieszczony został po prawej stronie ołtarza głównego. W szafie centralnej zawiera figury św. Anny Samotrzeciej i św. Mikołaja. Ci sami święci zostali przedstawieni na rewersie skrzydeł tryptyku. Fundatorem ołtarza była Katarzyna Baden córka burmistrza Kołobrzegu. Ołtarz został wykonany w warsztacie Mistrza Pasji Chociwelskiej[3].

### Stalle kapituły i rajców miejskich
W nawie południowej eksponowane są niewielkie lecz bogato zdobione stalle członków rady miejskiej. Bogactwo ich wystroju świadczy o zasobności ówczesnego patrycjatu Kołobrzegu. Stalle powstały w pierwszej ćwierci XV wieku, najprawdopodobniej w warsztacie cysterskim. Policzki (boki) stall dekorują sceny przedstawiające m.in. Sybillę Tyburską z cesarzem Augustem, Marię z Dzieciątkiem, grzesznika pożeranego przez smoka-diabła, biskupa i rycerza. Widoczne są także hełmy rycerskie, tarcze i inne panoplia. W prezbiterium katedry zachowały się dębowe stalle kapituły kołobrzeskiego kościoła. Zdobią je płaskorzeźbione smoki i mantykory z ludzkimi, psimi i smoczymi głowami oraz długimi ogonami mającymi formę rozgałęzionej wici roślinnej. Stalle powstały ok. 1340 r. w warsztacie snycerskim Hermana Walthera z Kołobrzegu. Są to najstarsze w Polsce obiekty tego rodzaju.

### Chrzcielnica z 1355 roku

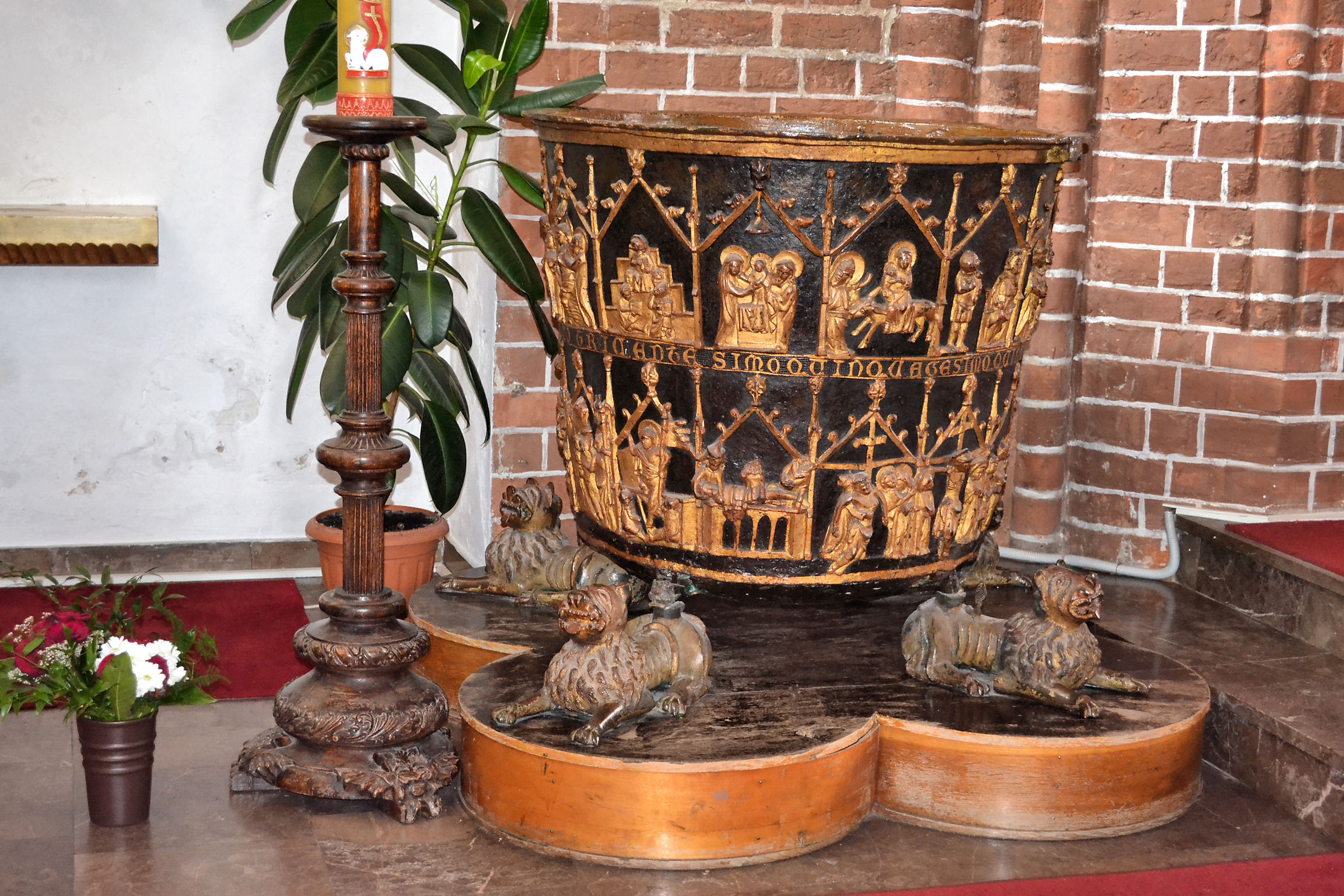
Chrzcielnica z 1355

Chrzcielnica odlana została z brązu przez miejscowego rzemieślnika Jana Alarta. Misa chrzcielnicy wsparta jest na figurach czterech lwów. Na bocznej powierzchni misy znajduje się 26 płaskorzeźbionych scen z życia Chrystusa uszeregowanych w dwóch poziomych rzędach. Chrzcielnicę obiega łaciński napis: (w tłumaczeniu:) "W roku pańskim 1355 wykonana przez Jana Alarta". Jest to najstarsza metalowa chrzcielnica na Pomorzu Zachodnim.

### Płaskorzeźba Ostatnia Wieczerza

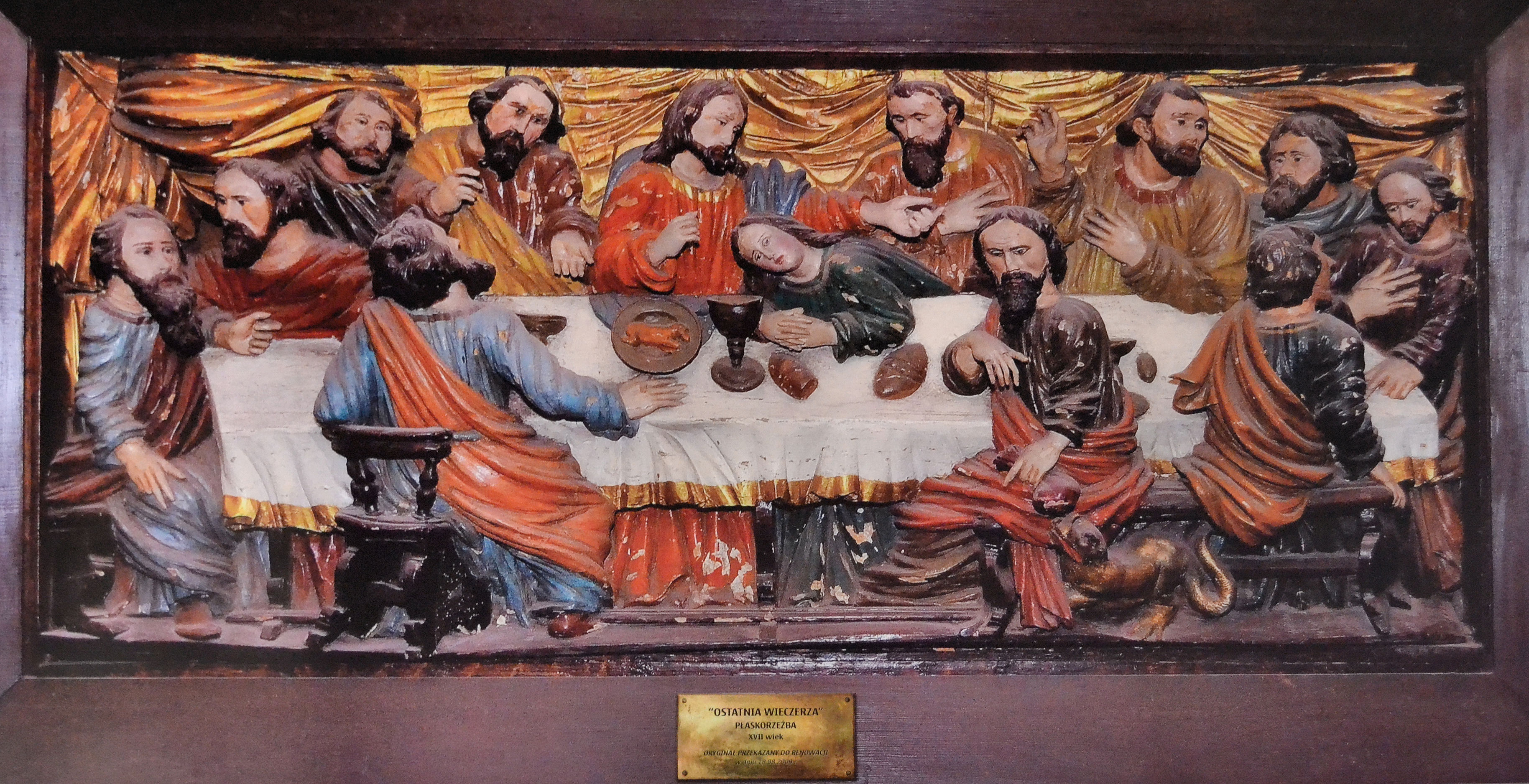
Relief "Ostatnia Wieczerza"

Relief stanowił część nieistniejącego już ołtarza z końca XVII w. Ołtarz ufundowany został przez Gabriela Maurersberga i znajdował się w prezbiterium. W 1807 podczas oblężenia Kołobrzegu przez wojska napoleońskie, jeden z pocisków wystrzelonych przez wojska gen. Loisona  spadł na prezbiterium niszczą jego wyposażenie w tym i omawiany ołtarz, z którego pozostała tylko predella z przedstawieniem Ostatniej Wieczerzy. Wśród przedstawionych na reliefie apostołów łatwo można rozpoznać Judasza, który trzyma w ręku sakiewkę pełną srebrników, a przy jego nogach siedzi smok będący uosobieniem diabła.

### Tablice nagrobne i epitafia
W dawnych wiekach większe kościoły często służyły jako miejsca pochówku znamienitych obywateli. Podobnie było w kołobrzeskiej katedrze. Pierwotnie płyty nagrobne wmurowywane były w posadzkę kościoła, stopniowo wypełniając ją niemal w całości. W latach 1870–90 podczas prac remontowych w świątyni, płyty zostały usunięte z posadzki. Najcenniejsze z nich (w liczbie 22) zostały ustawione pionowo przy ścianach katedry. Część z nich zachowała się do chwili obecnej. Za najcenniejszą uważa się gotycką płytę nagrobną z wizerunkiem młodzieńca o imieniu Benedykt (znajduje się ona obecnie w pobliżu siedmioramiennego świecznika). W części podwieżowej katedry zobaczyć można dwie dobrze zachowane płyty nagrobne oraz epitafium rodu Kameke. Dzieła te pochodzą z kościoła w Strachominie, skąd zostały przywiezione do katedry po II wojnie światowej. Barokowe epitafium zostało wykonane w 1718 z piaskowca. Jego ozdobą są dwie alabastrowe figury: Diany z hartem i Herkulesa z maczugą. W podstawie epitafium dostrzec można herb rodu, panoplia i relief uskrzydlonej czaszki. Znajdujące się obok płyty nagrobne zawierają wiele elementów plastycznych, z których najbardziej okazałym jest płaskorzeźba przedstawiająca Paulusa Damitz z małżonką.

### Krucyfiksy

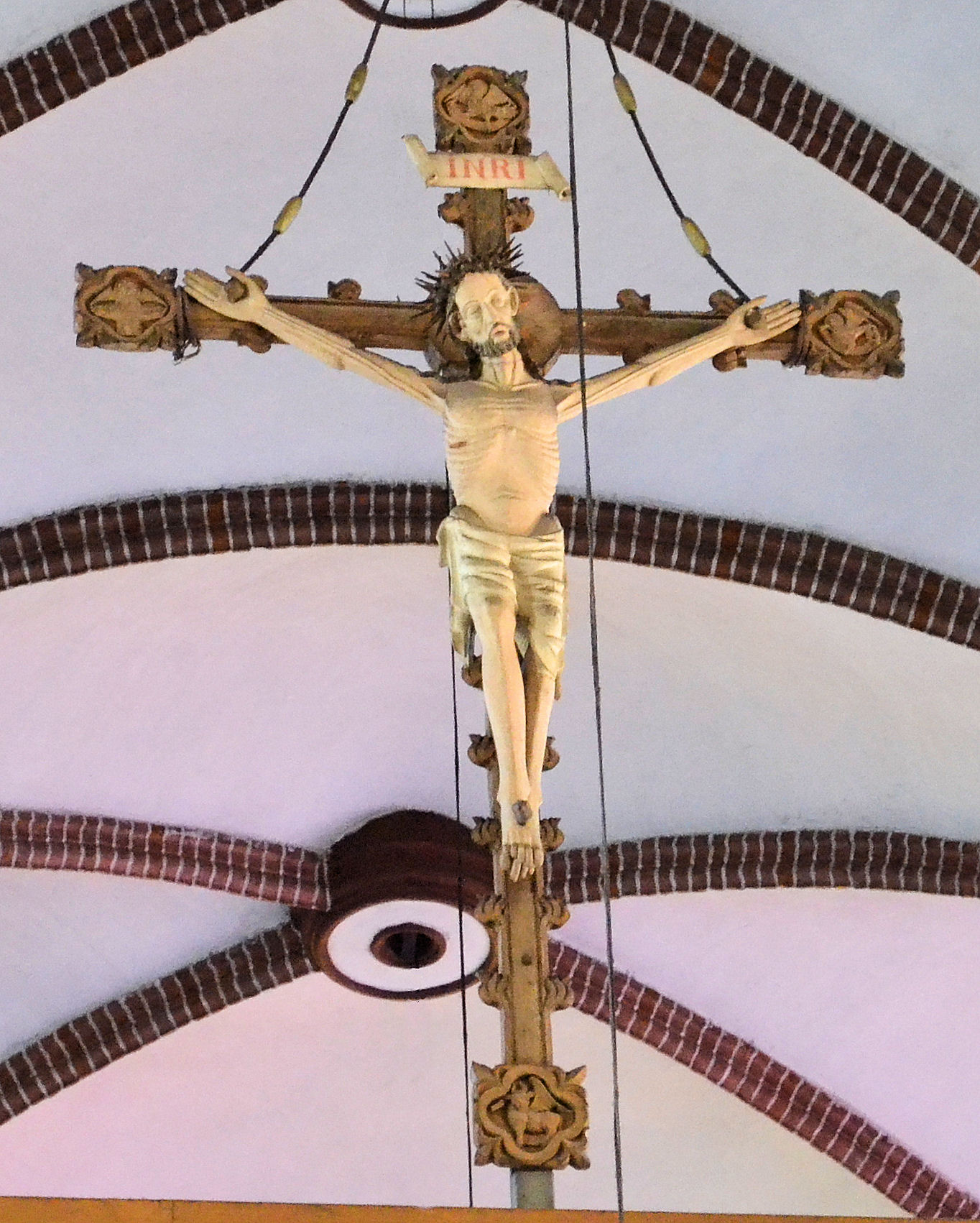
Krucyfiks na belce tęczowej

W katedrze kołobrzeskiej znajdują się dwa gotyckie krucyfiksy. Większy z nich posadowiony jest na belce tęczowej między nawą główna a prezbiterium. Jego wysokość wynosi 3,5 m, a szerokość 2,2 m. Krucyfiks pochodzi z kościoła w Rymaniu, z którego trafił do katedry w 1976. Wykonany został w XIV w. w formie "drzewa życia" z odrostami i pąkami symbolizującymi odradzanie się i rozkwit chrześcijaństwa. Na końcach ramion krzyża znajdują się symbole Ewangelistów, a nad głową Chrystusa napis "INRI". W zakrystii kołobrzeskiej katedry znajduje się drugi z krucyfiksów. Ma on znacznie mniejsze wymiary niż omówiony powyżej. Pochodzi z 1330 roku i wykonany jest z drewna dębowego w formie "drzewa życia".

### Świeczniki

#### Gotycki świecznik siedmioramienny z 1327 roku
Jest jedynym w Polsce i jednym z pięciu na świecie zachowanych gotyckich kandelabrów. Posiada imponujące wymiary: wysokość - 4 m, rozpiętość ramion - 380 cm, waga - ponad 900 kg. Ufundowany został, mocą zapisu testamentowego, przez dziekana kapituły kołobrzeskiej Gotfryda de Wida. Odlał go z brązu w 1327 metodą wosku traconego Jan Apengeter. Świecznik doznał niewielkich uszkodzeń podczas wojny siedmioletniej (1756-63) oraz kampanii napoleońskiej (1807). W czasie II wojny światowej świecznik został rozmontowany i schowany w jednym z pomieszczeń gospodarczych kościoła. Tam też został w latach pięćdziesiątych XX w. przypadkowo odnaleziony przez polskich robotników, którzy nie zdając sobie sprawy z wartości dzieła sprzedali je na złom. Niemal w ostatniej chwili kandelabr został uratowany przez Jana Frankowskiego, który wykupił go ze składowiska złomu. Po konserwacji w Warszawie świecznik był eksponowany w Muzeum Pomorza Środkowego w Słupsku, a w 1981 wrócił do kołobrzeskiej katedry.
Podstawa świecznika wsparta jest na trzech smoczych głowach z których każda osadzona jest na grzbiecie lwa. Podstawę tę (w kształcie odwróconej misy) obiegają dwa napisy: dolny odnosi się do fundatora świecznika, a górny do jego wykonawcy. Kolumna świecznika ozdobiona została liliami, liśćmi winnej latorośli oraz wizerunkami dwunastu apostołów i czterech skrzydlatych aniołów. Swoim kształtem kołobrzeski świecznik nawiązuje do wyglądu żydowskiej menory. Różni się od niej materiałem z jakiego został wykonany (brąz zamiast złota) oraz faktem że składa się on z kilku części (menora powinna być wykuta z jednego kawałka metalu). Świecznik niesie ze sobą rozbudowany program ideowo-symboliczny. Siedem płonących świec świecznika to siedem darów Ducha Świętego. Winna latorośl oplatająca kolumnę i ramiona świecznika to nawiązanie do słów Chrystusa: Jam jest krzew winny, a wy latoroślami. Lilie u podstawy świecznika to symbol nieśmiertelności. Trudna do interpretacji jest podstawa świecznika z wizerunkami lwów i smoków. Dotychczas nie udało się tych wizerunków jednoznacznie wyjaśnić.

#### Korona Schlieffenów
Drewniany świecznik wiszący (żyrandol) z 1523 roku. Świecznik ufundowany został przez starą kołobrzeską rodzinę Schlieffenów (Śliwinów) o słowiańskim rodowodzie. Świecznik powstał w warsztacie Mistrza Michała z Augsburga - twórcy ołtarza głównego w kościele Mariackim w Gdańsku. Żyrandol zaliczany jest do nurtu sztuki gotyckiej, jednak niektóre jego elementy noszą już cechy nowej epoki - renesansu (np. rysy twarzy znajdujących się tam rzeźb, misterna snycerka górnej części żyrandolu). Świecznik ozdobiony jest dwiema dużymi, pełnoplastycznymi rzeźbami Matki Bożej z Dzieciątkiem i św. Jana Chrzciciela oraz kilkunastoma znacznie mniejszymi figurami przedstawiającymi dwunastu Apostołów oraz muzykujące anioły. Żyrandol zwieńczony jest dużym baldachimem z namalowanym sklepieniem niebieskim. Całość jest bogato polichromowana i złocona. Według legendy Schlieffenowie ufundowali świecznik, by odpokutować swe winy za śmierć Jakuba Adebara (został on skazany na śmierć w procesie, którego jednym z głównych inicjatorów była rodzina Schlieffenów).

#### Korona Holkenów

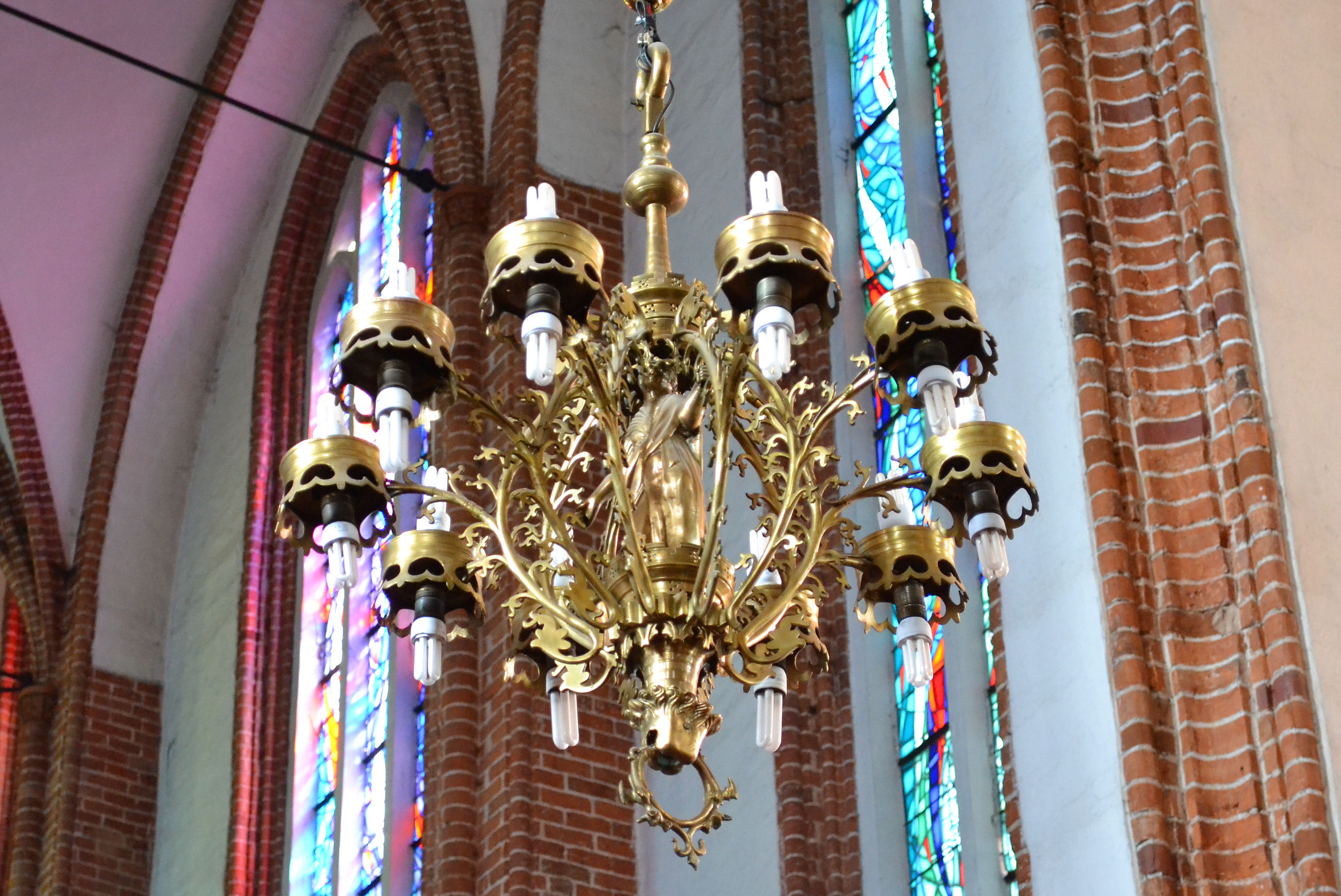
Korona Holkenów

Mosiężny świecznik wiszący (żyrandol) z 1420 roku. Świecznik został ufundowany przez rodzinę Holkenów (Holków). Wykonawca dzieła nie jest znany. W centrum żyrandola znajduje się figurka Matki Bożej z Dzieciątkiem. Figura Maryi otoczona jest dziewięcioma łukowato wygiętymi prętami naśladującymi ulistnione pędy winnej latorośli. Lichtarze wykonane zostały w kształcie odwróconych koron. Jest to jedyny zachowany gotycki, metalowy świecznik na Pomorzu.

### Obrazy

#### Cnotliwa niewiasta
Obraz z 1494, wykonany techniką temperową. Na obrazie widnieje nazwisko Ivana von Coztenbacha. Nie wiadomo, czy osoba ta była autorem, czy też fundatorem dzieła. Centrum obrazu zajmuje postać kobiety wyposażonej w liczne atrybuty. Dookoła znajduje się obszerny tekst w języku niemieckim objaśniający ich znaczenie. Obraz powstał na pograniczu dwóch epok: gotyku i renesansu. Schemat przedstawienia postaci jest jeszcze typowy dla średniowiecza, jednak na obrazie można dostrzec nowinki zwiastujące nadejście nowej epoki: uwypuklenie urody niewieściej, fakt, że kobieta jest stanu świeckiego, a nie duchownego, tekst na obrazie w języku niemieckim, a nie po łacinie. Widoczne na obrazie atrybuty można interpretować następująco: kłódka i klucze przy ustach i uszach - przestroga przed gadulstwem i plotkarstwem, krucyfiks w ręku symbolizuje wiarę, a otaczający go wianek to znak czystości i niewinności. Wąż otaczający talię kobiety to atrybut roztropności. Gołąbek kojarzy się z wiernością i łagodnością. Sokół to symbol bystrości i dalekowzroczności. Końskie kopyta to zachęta do deptania grzechu i zła.

#### Chrystus przed Piłatem
Obraz olejny na desce powstały w 1640, autorstwa Joachima Knochenhauera. Postacie przedstawione na obrazie posiadają współczesne autorowi (to jest siedemnastowieczne) stroje.

#### Rycerz na cmentarzu
Inna nazwa: Taniec śmierci – obraz z 1492 wykonany w technice tempery na desce. Przedstawia ubranego w zbroję rycerza otoczonego przez wstające z grobu szkielety zmarłych. Trzymają one w rękach narzędzia jakimi posługiwały się za życia w swej pracy (np. szkielet krawca trzyma nożyce). Szkielety te nie zagrażają rycerzowi lecz wręcz przeciwnie - bronią go przed stojącą u bram cmentarza grupą konnych rycerzy, nad którymi powiewa czerwony proporzec z wizerunkiem smoka - symbolem zła. Scena ta jest nawiązaniem do wierzeń we wsparcie jakiego żyjącym udzielają zmarli jeśli się o to poprosi ich w modlitwie (dlatego też przedstawiony na pierwszym planie rycerz modli się). U dołu obrazu znajdują się podobizny św. Andrzeja i św. Jakuba Starszego oraz napis (w tłumaczeniu): Proście Boga o duszę Severta Grantzina - obraz stanowi bowiem jego epitafium.

#### Ukrzyżowanie
Obraz pochodzi z pierwszej połowy XVI w. i wykonany został temperą na desce. Jego autorem był najprawdopodobniej flamandzki malarz Schmidt z Antwerpii. Obraz został skradziony 1990. Wkrótce jednak udało się go odzyskać. Obraz przedstawia ukrzyżowanego, wraz z dwoma łotrami, Chrystusa. Widoczna jest także niewielka sylwetka fundatora obrazu oraz stojąca pod krzyżem Matka Boska oraz św. Jan Ewangelista. Te dwie ostatnie postacie nie mają zaznaczonych aureoli, co świadczy, iż autor obrazu pozostawał już pod wpływem teologii protestanckiej - nieuznającej kultu świętych i Maryi.